# Aldeias de Crianças Tibetanas

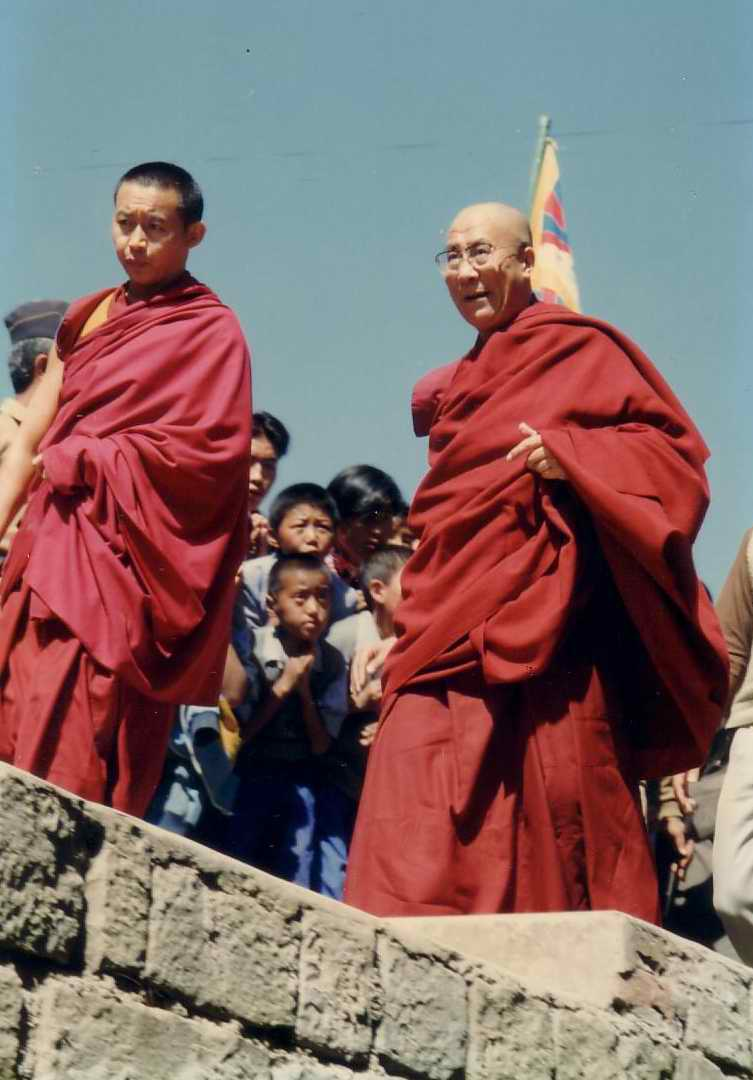
O Dalai Lama em visita a uma vila de crianças tibetanas em Dharamsala, 1993

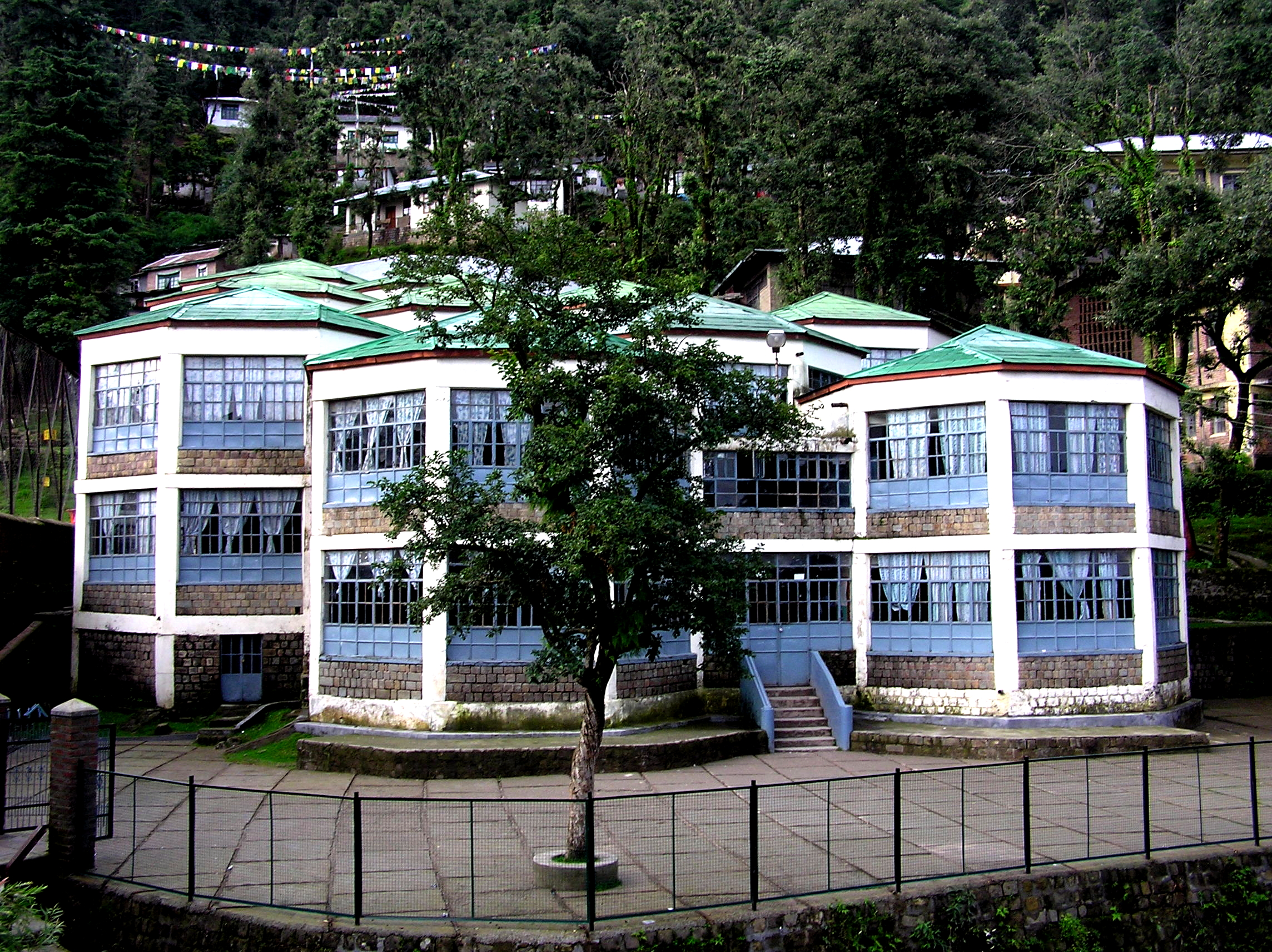
Vista das Aldeias de Crianças Tibetanas, em McLeod Ganj, Dharamsala

Aldeias de Crianças Tibetanas ou ACT (em inglês: Tibetan Children's Villages ou TCV) constitui uma comunidade integrada no exílio para o cuidado e educação de crianças órfãs ou destituídas exiladas do Tibete. É uma associação sem fins lucrativos com sede em Dharamsala, no norte da Índia.

## Histórico
O ACT foi fundado em 17 de maio de 1960 em Dharamsala por Tsering Dolma.
Ao fim da guerra sino-indiana, em 1962, emerge o Establishment 22, uma força fronteiriça no exército indiano, composta por Tibetanos e Nepalenses, muitos formados nas escolas da Vila das Crianças Tibetanas. Essa força continuará até o fim dos anos 1980. 6000 tibetanos serviram e foram treinados nela. Combateram na guerra indo-paquistanesa em 1971.
Após a morte de Tsering Dolma em 1964, sua irmã mais velha, Jetsun Pema, irmã do 14.º Dalai Lama, continuou a tarefa deste último, dedicada aos órfãos tibetanos. Jetsun Pema presidiu o ACT desde junho de 1964, até agosto de 2006. O Sr. Tsewang Yeshi a sucedeu. O ACT possui uma rede por toda a Índia com mais de 12.000 crianças sob seus cuidados.
Na França, o ACT está em contato com a Alexandra David-Néel Foundation, associação localizada em Digne-les-Bains, e também com a associação Tibetan Childhood Aid, localizada em Paris.
Em 2009, sob a responsabilidade do TCV, o Governo Tibetano no Exílio e Jetsun Pema fundaram a primeira Universidade Tibetana no Exílio em Bangalore (Índia), que foi chamada de “Instituto de Estudos Superiores do Dalai Lama”. Os objetivos desta universidade são ensinar a língua e a cultura tibetana, mas também ciência, artes, aconselhamento e tecnologias da informação para estudantes tibetanos no exílio.
Em outubro de 2015, o ACT comemorou seu 55.º aniversário, com o convidado de honra 17.º Karmapa, o porta-voz do Parlamento Tibetano Penpa Tsering, e o Ministro da Religião e Cultura Pema Chinjor, sob a presença do diretor do ACT Tsewang Yeshi.